# Nicolò dell'Abbate
Nicolò dell'Abbate (Modena, oko 1509. ili 1512. – Fontainebleau, 1571.), talijanski  slikar, kipar i graditelj.
Kao suradnik Primaticcia izveo je Fontainebleauu slikarije s mitološkim temama. Jedan je od osnivača tzv. Fontainebleauske škole.